# Зайдель, Анна
Анна Зайдель (нем. Anna Seidel, род. 31 марта 1998 года в Дрездене, Саксония) — немецкая шорт-трекистка. Участвовала на Зимних Олимпийских Играх 2014 и 2018 годах, 6-тикратная призёр чемпионатов Европы.

## Спортивная карьера
Анна Зайдель впервые познакомилась с шорт-треком в 6-лет, когда с матерью забирала брата с хоккея, где тренировались ещё и шорт-трекисты. Она занималась велоспортом и лёгкой атлетикой, а в возрасте 9-ти лет в Дрездене стала заниматься шорт-треком. «Я сразу же влюбилась в скорость и рискованность катания на коньках», — говорит она. «С первого момента, как я попробовала этот вид спорта, я знала, что однажды захочу стать лучшим гонщиком на шорт-треке в мире», и уже в скором времени участвовала в юниорских состязаниях. В возрасте 13-ти лет попала в состав национальной сборной, через год начала выступать на кубке мира, а в 15 лет участвовала на юниорском чемпионате мира в Варшаве.
На кубке мира ISU в ноябре 2013 года в Коломне заняла 6-е место в финале А (основной финал) на дистанции 1500 м. Анна Зайдель была квалифицирована немецкой сборной на участие в Зимних Олимпийских Играх 2014 года. Дата квалификации — 18 декабря 2013 года. В феврале 2014 на Зимних Олимпийских Играх в Сочи участвовала на дистанции 1500 м и заняла 17 место. В октябре 2015 года на этапе кубка мира в Монреале Анна заняла третье место на 1500 м и стала первой немкой, попавшая на подиумы кубка, через месяц выиграла серебро на 500 м в японском Нагано. В январе 2016 года на чемпионате Европы в Сочи выиграла бронзу на 1500 м,  а в общей классификации заняла 6-е место. На юношеских Олимпийских играх в Лиллехаммере выиграла бронзовую медаль на 1500 м.
В июне 2016 года получила сложный перелом позвонка. Ей потребовалась операция по вставке металлических винтов и более четырех месяцев восстановления. Она вернулась в 2017 году с соревновании на кубке мира в Дрездене. В начале 2018 года на домашнем чемпионате Европы в Дрездене вновь выиграла бронзовую медаль на 1000 м и заняла общее 6-е место. В феврале на Олимпийских играх в Пхёнчхане заняла 15-е место на дистанции 500 м и 16-е на 1500 м. В ноябре завоевала серебро на 1000 м на этапе кубка мира в Солт-Лейк-Сити и бронзу на 1500 м в Турине в феврале 2019, а в марте на мировом первенстве в Софии стала 11-й в многоборье.
На чемпионате Европы 2020 года в Дебрецене выиграла третью европейскую бронзу на 1500 м, следом на кубке мира в Дрездене получила перелом малоберцовой кости после падения в квалификационном раунде смешанной эстафеты и пропустила пару месяцев. В 2021 году Анна стала серебряным призёром в многоборье на чемпионате Европы в Гданьске, выиграв бронзу на 1000 м и серебро на 1500 м.
В начале марта 2021 года Анна Зайдель упала во время тренировки и была госпитализирована. У нее были диагностированы перелом малой и большой берцовой костей, её прооперировали в Дрездене на следующий день. Из-за этой травмы она пропустила чемпионат мира в Дордрехте. Анна после реабилитации начала подготовку к Олимпиаде в Пекине 2022 года, после которой хочет завершить карьеру.
В настоящее время представляет клуб Eislaufverein Dresden e.V. Анна является постоянным представителем сборной команды Германии на чемпионатах, что позволило ей заключить договор с Йенсом Циммерманном и компанией «24passion» на оказание услуг менеджмента и стать лицом немецкий компаний «Axelent» и «Ultra Sports» (спортивное питание).
Анна Зайдель окончательно завершила свою успешную карьеру в марте 2024 года.

## ССылки
- на сайте ISU
- Биографические данные на shorttrackonline.info
- Досье на news.sportbox.ru
- Статистика на the-sports.org
- Профиль на facebook.com
- Профиль на eurosport.com
- Данные на olympics.com
- Профиль на anna-seidel.com
- Конькобежное сообщество Германии на desg.de
- биография на sporthilfe.de
- Олимпийские результаты на olympedia.org